# Pfarrkirche Maria zu den drei Feichten

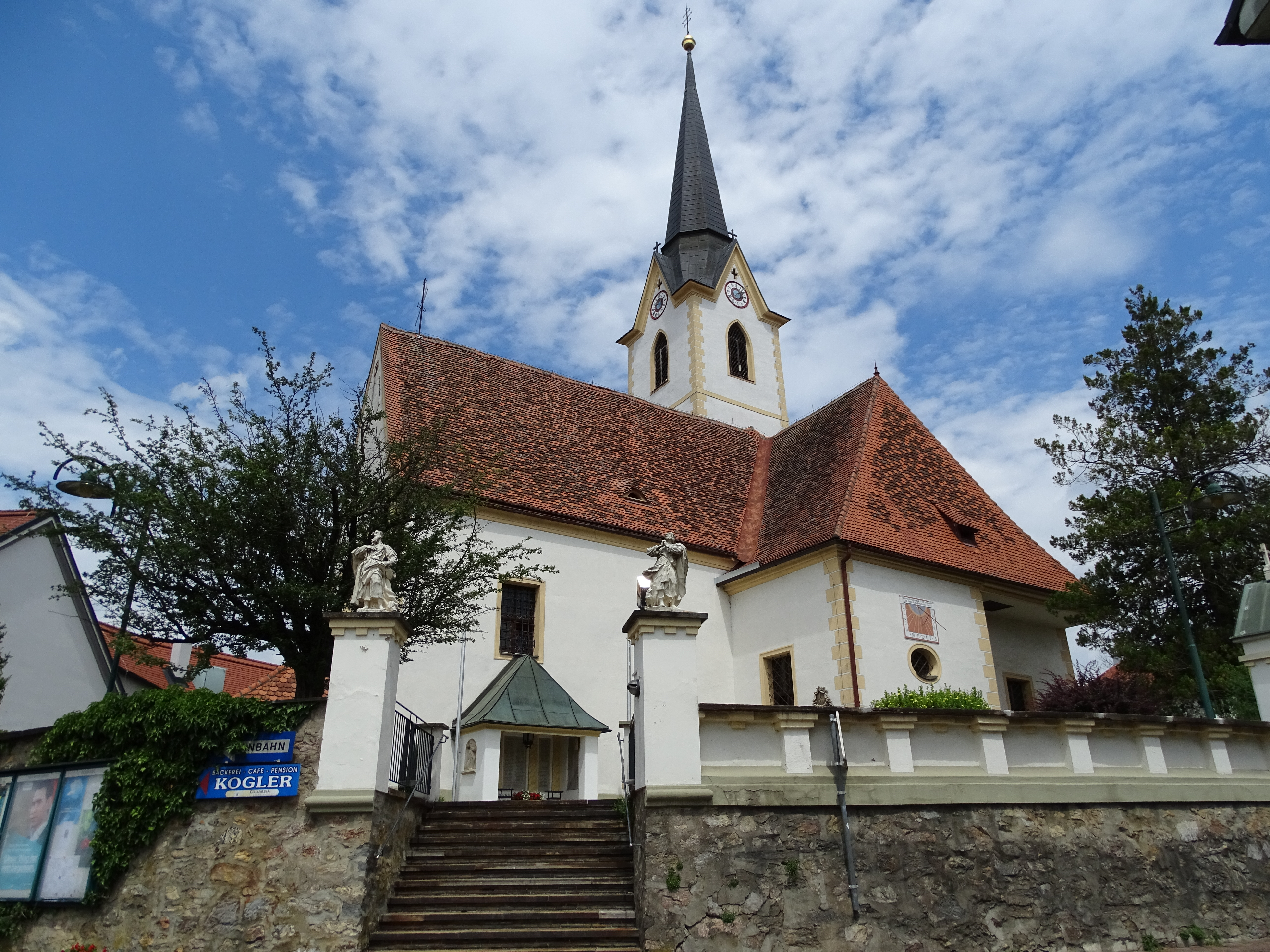
Die Kirche von Südwesten aus gesehen

Die Pfarrkirche Maria zu den drei Feichten ist die katholische Pfarrkirche von Hitzendorf in der Steiermark. Sie wurde wahrscheinlich im 13. Jahrhundert erbaut und musste nach einem Brand im Jahr 1699 wieder aufgebaut werden. Sie ist der heiligen Jungfrau Maria geweiht. Das Gebäude samt dem umgrenzenden Kirchhof mit seinen Initienkapellen steht unter Denkmalschutz (Listeneintrag).

## Gestaltung

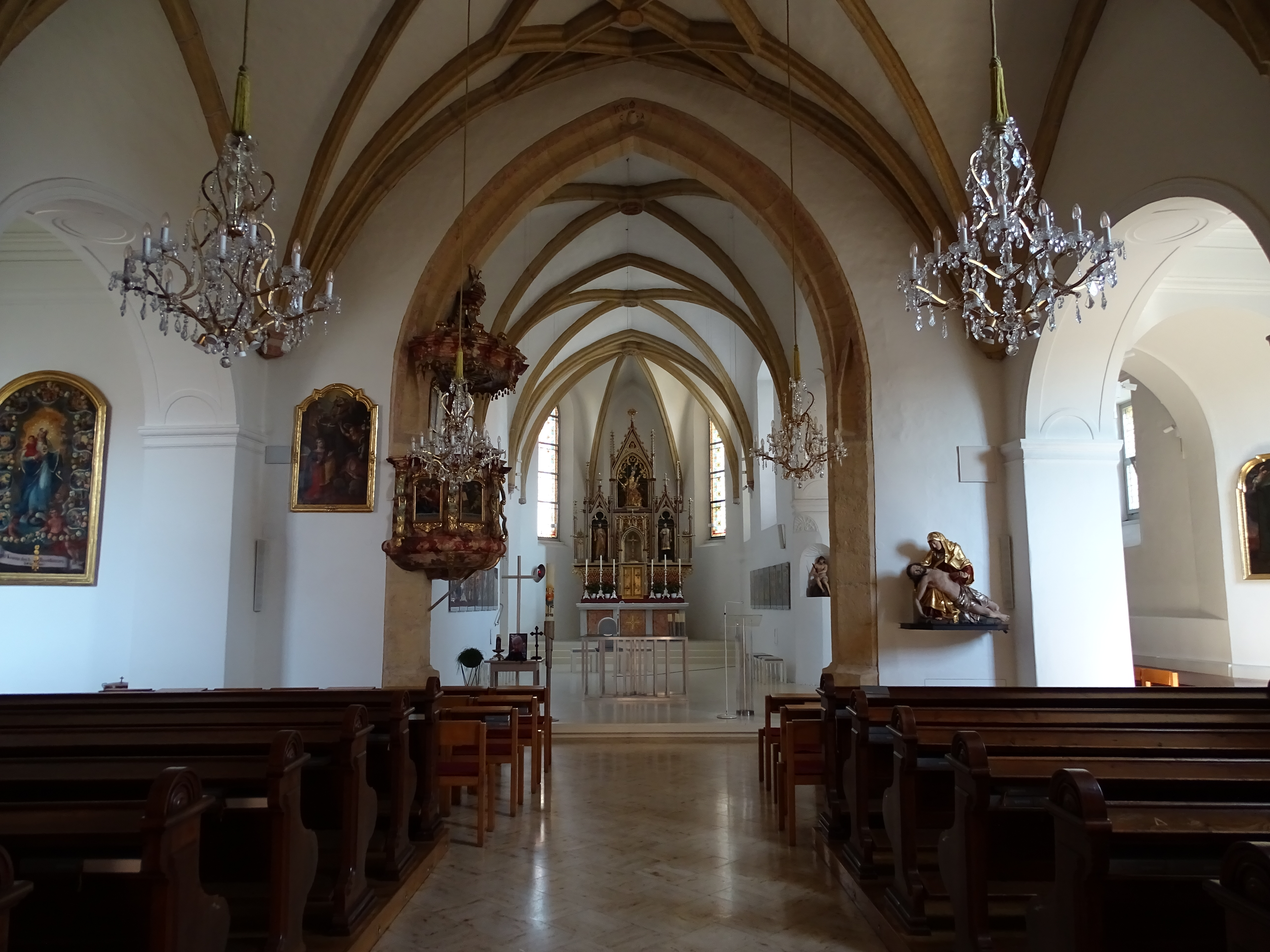
Blick auf den Hochaltar der Kirche

Die Kirche wurde als einschiffiges Bauwerk errichtet. Im 17. Jahrhundert wurden zwei Seitenkapellen angebaut. Im Jahr 1699 musste die durch einen Brand zerstörte Kirche neu errichtet werden. Der Hauptaltar ist im neugotischen Stil gestaltet. Auf einem, dem heiligen Florian geweihten, Altar ist eine Ortsansicht aus dem Jahr 1750 zu sehen. In der Kirche stehen zwei von Hans Brandstetter gestaltete Statuen.

## Geschichte
Ursprünglich befand sich an der Stelle der heutigen Kirche wahrscheinlich ein Wald mit einem durch Brand zerstörten Marienheiligtum. Die Kirche war vermutlich im 13. Jahrhundert erbaut worden, sie wurde allerdings erst 1450 erstmals urkundlich erwähnt. Im 17. Jahrhundert wurden zwei Seitenkapellen angebaut. Durch ein Feuer im Jahr 1699 brannte die Kirche ab und wurde anschließend wieder aufgebaut. Der heutige Hauptaltar stammt aus dem Jahr 1888. Eine umfassende Renovierung der Pfarrkirche erfolgte 1979.
Im Jahre 2016 erfolgte erneut eine umfassende Renovierung und teilweise Neugestaltung (Altarraum) im Inneren.

## Legende
Der Legende nach befand sich an dem heutigen Standort der Kirche eine hölzerne Kapelle, in der eine steinerne Marienstatue stand. Unweit der umwaldeten Kapelle standen drei mächtige Fichten, von denen sich der heutige Name der Pfarrkirche ableitet. Auch soll eine heilkräftige Quelle in der Nähe der Kapelle entsprungen sein.